# Automatic Channel Installation
Automatic Channel Installation (ook ACI genoemd) is een techniek uit de jaren 1990 die vaak in het analoge antennesignaal voor de televisie wordt gebruikt. Hiermee kunnen de gebruikers van een televisietoestel bij de installatie ervan alle bij de zenderexploitanten beschikbare zenders op een gemakkelijke manier op hun televisie instellen, waarbij ook de zenders een juiste volgorde tonen. Zo komt Nederland 1 op voorkeuzenummer 1 van het televisietoestel te staan, Nederland 2 op nummer 2 enzovoort.
Het signaal wordt meegestuurd in het CAI-signaal van de kabelexploitant en bevindt zich vaak op een teletekstpagina van een informatiekanaal of een kabelkrant. In sommige gevallen wordt bij oude televisietoestellen de gebruiker gevraagd in welk gebied hij zich bevindt. Aan de keuze hiervan worden de juiste zenders, die soms per regio verschillende frequenties hebben, altijd op de juiste wijze op de voorkeuzenummers geprogrammeerd.
Het instellen van alle zenders via ACI is vaak in ongeveer tien minuten klaar.
Sinds de opkomst van digitale televisie is dit systeem overbodig, aangezien de kabelexploitant nu zelf de voorkeurnummers van de televisiezenders kan bepalen.